# Sophora benthamii
Sophora benthamii là một loài thực vật có hoa trong họ Đậu. Loài này được Steenis miêu tả khoa học đầu tiên.